# Tunguská událost

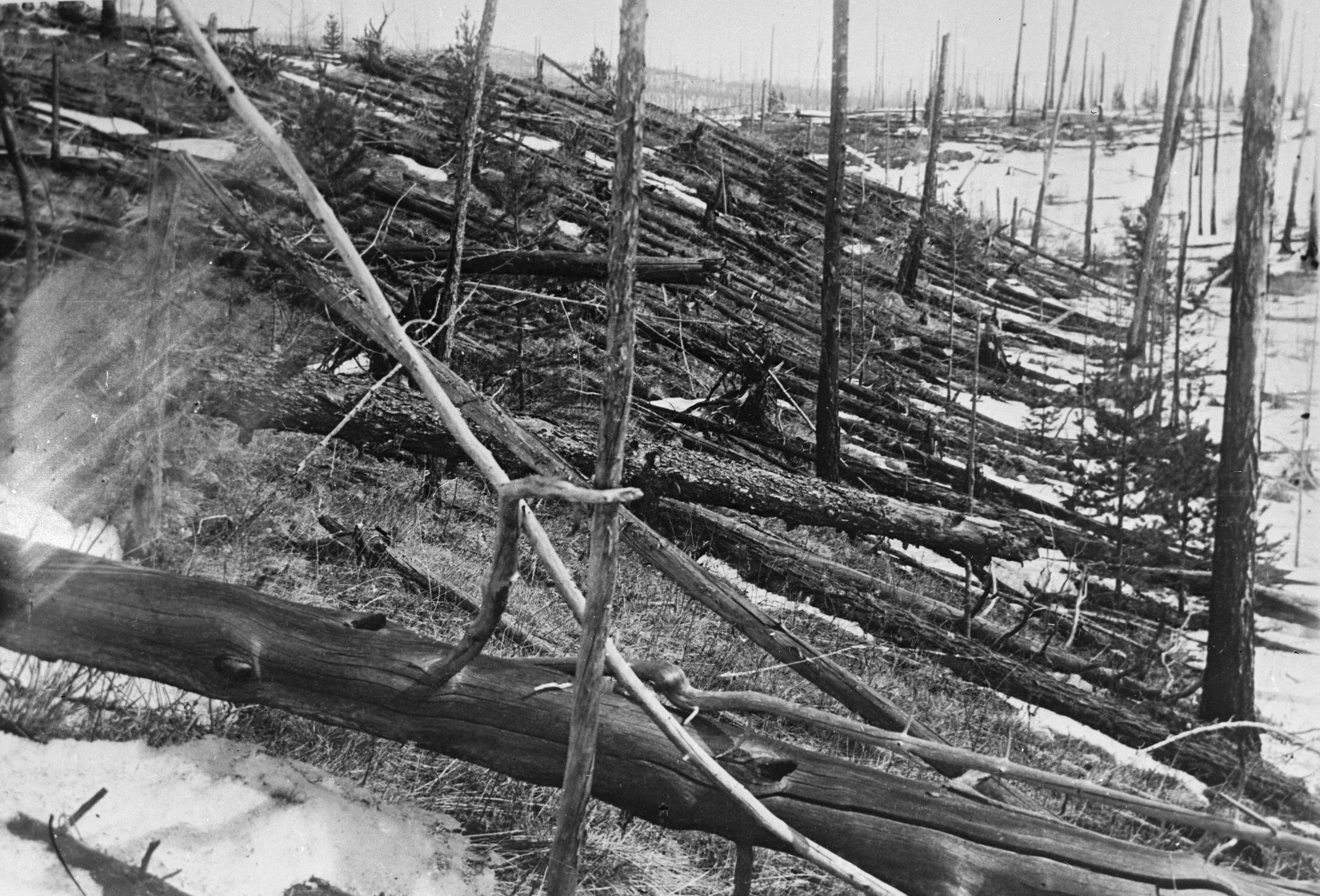
Zkáza lesa způsobená výbuchem, fotografie Kulikovy výpravy z roku 1927

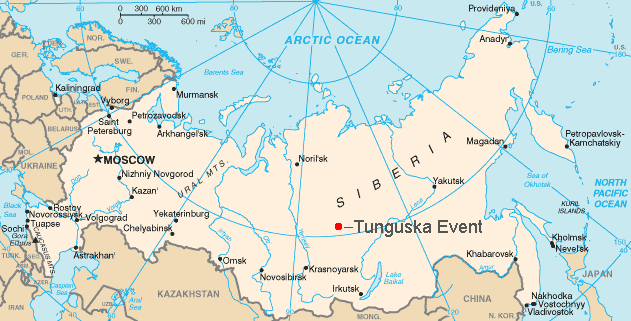
Místo výbuchu Tunguského meteoritu

Tunguská událost, tunguský meteorit, tunguská katastrofa či tunguská záhada (též psáno s přídavným jménem tunguzská) byl mimořádně silný výbuch, ke kterému došlo 30. června 1908 nedaleko řeky Podkamenná Tunguska v prostoru centrální Sibiře, v dnešním Krasnojarském kraji. Událost je připisována výbuchu přiletivšího kosmického tělesa s rozměry 50 až 190 metrů (záleží na hustotě, rychlosti, kompaktnosti a úhlu dopadu), které vybuchlo ve výšce asi 5 až 10 km nad zemským povrchem. Exploze byla natolik silná, že v oblasti přibližně 2 150 km² vyvrátila a přelámala víc než 80 milionů stromů. Síla výbuchu je odhadována na 10 až 30 megatun, což je 2 000 krát víc než měla atomová bomba svržená na Hirošimu nebo polovina Car-bomby. V oblasti exploze nebyl nikdy nalezen žádný odpovídající meteorit. Mohlo ale jít jen o tečný meteoroid bez dopadu na zem. Přesto se pro vybuchnuvší těleso někdy používá název tunguský meteorit.

## Popis události
K mohutnému výbuchu došlo přibližně v 7:15 ráno místního času nad prakticky neobydlenou oblastí tajgy v Tunguské oblasti pojmenované podle řeky Podkamenná Tunguska. Průlet objektu atmosférou byl pozorován mnoha svědky a je obvykle popisován jako jasná žlutá koule nebo válec letící oblohou. Podle některých autorů byl průlet tohoto objektu atmosférou pozorován i na českém území v době okolo půlnoci a letící žhavé těleso ve velké výšce prý směřovalo východním směrem.
Výbuch (podle části svědků tři po sobě jdoucí exploze) byl natolik silný, že byl slyšitelný do vzdálenosti kolem 1000 km, vyvrátil nebo přelámal kolem 60 000 000 stromů na rozloze větší než 2000 km²; rozbíjel okna domů, odhazoval osoby a zapaloval na nich oděv ještě v osadě Vanavara, vzdálené od epicentra 70 km. Seismické otřesy po explozi zaznamenaly seismologické stanice po celém světě a následný obrovský lesní požár byl pozorovatelný ze vzdálenosti mnoha set kilometrů. Do atmosféry se dostalo nesmírné množství malých částic především popela z lesních požárů a v oblasti poblíž výbuchu padal černý déšť. Několik následujících nocí byla noční obloha i v Evropě podivně světlá a jevy podobné polární záři byly pozorovatelné i ve střední Evropě. Lidé v blízkých oblastech utrpěli popáleniny pokožky, které se prý jen obtížně a dlouho hojily.
Zmizela většina sobích stád i s hlídacími psy.
Protože se na místě exploze nenašel kráter, je pravděpodobné, že k výbuchu došlo v atmosféře. Výpočty síly výbuchu se značně liší a jednotliví autoři uvádějí hodnoty 10–25 megatun TNT. V některých pramenech je dokonce uváděno až 50 Mt TNT. V červnu 2007 italský vědec Luca Gasperini oznámil, že objevil jezero, které mohlo vzniknout z kráteru vzniklého dopadem meteoritu nebo jeho části, hypotéza však zatím nebyla potvrzena a řada vědců se k ní staví skepticky.

## Historie výzkumu
Tento jev způsobil jen malý zájem vědeckého světa o prozkoumání jeho příčin. Lze to přičítat velké vzdálenosti a nesnadné dostupnosti místa události z Moskvy, chaosu v tehdejším carském Rusku způsobenému nestabilitou politické situace, blížící se I. světovou válkou, revolucí roku 1917 a následnou občanskou válkou.
První vědeckou expedici do Tunguské oblasti uspořádal teprve roku 1921 ruský mineralog Leonid Kulik. Tato výprava se však nedostala přímo do oblasti exploze, přesto však přinesla výsledky, které pomohly k financování několika následujících výprav. Profesor Kulik pak v letech 1927–1938 prozkoumal celou oblast katastrofy především z hlediska mineralogického, ale zdokumentoval i biologické chování lesního porostu a hmyzu v postižené oblasti. Hlavním překvapením celého výzkumu byl fakt, že nebyl nalezen předpokládaný hluboký kráter po výbuchu.
Od 50. let 20. století byly na místo uspořádány celé desítky výprav, často spíše amatérských, které se snažily nalézt hmatatelné zbytky Tunguského meteoritu. Od roku 1959 vyslala řadu vědeckých výprav Tomská univerzita, které mj. uskutečnily magnetometrická měření.
Z poměrně kusých údajů o výsledcích pátrání různých výprav však vyplývá, že v místě exploze nebyly nalezeny oblasti s anomálním výskytem neobvyklých chemických prvků nebo sloučenin ani částice, které by bylo možno prohlásit za zbytky meteoritu. Některé zprávy uvádějí zvýšený obsah iridia v půdě, popř. nálezy mikroskopických sklovitých částeček v půdě, ale přesvědčivé důkazy nebyly podány.
Velmi často byla zkoumána radioaktivita odebraných vzorků půdy i rostlinných pletiv. V žádném z nich však nebyly nalezeny hodnoty, které by odpovídaly radioaktivnímu ozáření oblasti v okamžiku exploze ani výskyt radioaktivních izotopů, prvků vzniklých v důsledku jaderného výbuchu. Vedle mineralogického a radiologického průzkumu byl také mapován tvar zničené lesní oblasti. V tomto ohledu přinesly směrodatné výsledky sovětské expedice Akademie věd pod vedením Kirilla Florenského v letech 1958, 1961 a 1962.

## Stopy
- V letech 1961 až 1979 prošlo tajgou deset sovětských expedic, které do největších podrobností zakreslily směřování vyvrácených stromů,
- výrazné jizvy na těch, které zůstaly stát,
- zkoumaly anomálie
  - magnetické,
  - izotopové (na kosmický původ katastrofy ukazovaly zvýšené obsahy vzácných prvků v půdě a vrstvě rašeliny z roku 1908),
  - biologické (mutace borovic, chování hmyzu),
  - termoluminiscenční,
- magnetitové a silikátové kuličky (v půdě),
- možné krátery (vědci z Boloňské univerzity zkoumají od roku 1999 jezero Čeko).
- V roce 1991 italští vědci Menotti Galli a Giuseppe Longo prokázali přítomnost mikroskopických částeček chemických prvků typických pro kamenný meteorit v pryskyřici ožehnutých stromů.
- Jevgenij J. Dimitrijev nalezl sklovitá vlákna (zavlečená mravenci do mravenišť) z roztavené hmoty, typické pro explodující komety.[10]

## Výpovědi
Některé z výpovědí tvrdí, že explozí bylo ve skutečnosti pět a zbytek tělesa dopadl až o desítky kilometrů dále na sever. Jiná svědectví se zásadně rozcházejí v určení času a směru letu. Dokonce to vypadá, jako kdyby ráno proletělo jedno těleso z jihu na sever a odpoledne z východu na západ.
Některé výpovědí[kdo?] hovoří o (zdánlivém?) manévrování tělesa.

## Původ tělesa

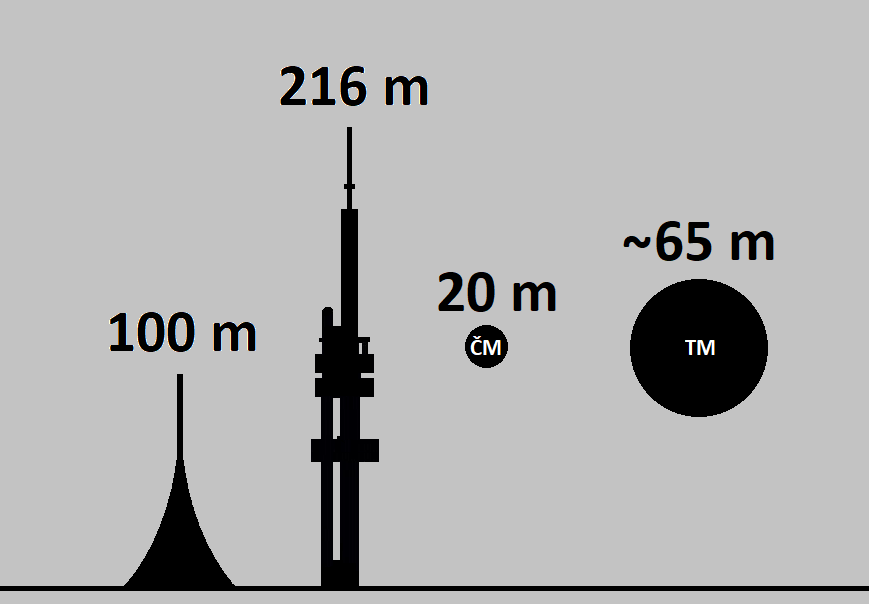
Srovnání Tunguzského meteoru (zcela vpravo) s Čeljabinským meteoritem, Žižkovskou věží a vysílačem na Ještědu

Poměrně věrohodně vyznívala hypotéza o kometárním původu tělesa, protože vysvětluje skutečnost, že neexistují průkazné nálezy zbytků hmoty meteoritu. Novější výzkumy však vedly k domněnce, že tělesem byla planetka.
V roce 1930 navrhl britský matematik a meteorolog F. J. W. Whipple, že šlo o malou kometu. Ľubor Kresák přišel v roce 1978 s myšlenkou, že tělesem byl kus krátkoperiodické Enckeovy komety.
Sovětští vědci dr. Zotkin a Fesenkov (+ 1972) se domnívají, že se těleso komety při průniku do zemské atmosféry rozpadlo na několik částí. Další hypotéza pochází od profesora Stanjukoviče. Ten se domnívá, že se kometa při minimální rychlosti asi 30 kilometrů za sekundu v atmosféře vypařila. Odborně se tento jev nazývá termická exploze. Podle alternativní teorie profesora Petrova se vesmírný objekt od samého počátku vyznačoval velmi malou hustotou a připomínal tenký list. Při vstupu do atmosféry se pak doslova rozpadl v prach.
Příznivci asteroidu mají největší problém s tím, že se nenašly sebemenší zbytky tělesa. Proto tvrdí, že nad Sibiří v povodí říčky Tungusky přiletěl chondrit, tedy vzácnější typ meteoritu s křehkou strukturou. Měl mít průměr asi 50 metrů a díky svému složení explodoval v důsledku tření o atmosféru ve výšce okolo šesti kilometrů.
„Vědci z americké Sandia National Laboratories ale nyní přišli s názorem, že těleso mohlo být mnohem menší. Vyšli přitom z hypotézy, podle které asteroid neexplodoval až poměrně nízko nad zemí, ale už v nejvyšších vrstvách atmosféry. Podle nich se těleso vstupující do blízkosti Země rychlostí až šedesátinásobku rychlosti zvuku začne zahřívat už při styku s velmi řídkým plynem ve výškách desítek kilometrů. Postupně se přitom zformuje do podoby rozžhavené placky, která proniká do hlubších a hustších vrstev a tlačí před sebou stále větší masu horkého stlačeného plazmatu. Závěrečná exploze proběhne vysoko nad povrchem a svou ničivou sílu vymrští ve směru letu původního tělesa. Na zem pak dopadne jen ohnivá smršť, která nevytvoří kráter, ale způsobí rozsáhlé škody na porostech – tak, jak tomu bylo v povodí Tunguzky.“
V roce 1983 publikoval Zdeněk Sekanina práci na základě svých modelů, která kritizovala kometární původ tělesa, protože kometa by vybuchla mnohem výš než v 10 km. Tělesem měla být kamenná planetka. Tento názor ve vědecké obci převažuje.
Italský tým vědců vedených Lucou Gasperinim z Boloňské univerzity od roku 2006 tvrdí, že objevil dopadový kráter tunguského meteoritu v sibiřském jezeře Čeko a že tedy nedošlo k jeho destrukci (resp. úplné destrukci) v atmosféře. Jezero se nachází asi 8 km od epicentra exploze. Jezero má průměr asi 300 metrů, ale na rozdíl od všech okolních jezer má poměrně strmé stěny, které spadají ke dnu v hloubce 50 metrů. Ihned po zveřejnění vyvolal objev značnou nedůvěru vědeckého světa.
Exploze Čeljabinského meteoritu nad Ruskem v únoru 2013 poskytla pro vědce dostatek dat k vytvoření nových modelů pro simulování Tunguské události. Údaje použili k provedení statistické studie s více než 50 miliony kombinacemi, jež pracovaly se všemi různými situacemi, k nimž mohlo teoreticky dojít. Některé modely se zaměřily na sloučení některých vlastností, aby se jejich výsledek co možná nejvíce blížil reálným škodám na lesním porostu v dané oblasti. Čtyři z nich přinesly podobné výsledky – dospěly k závěru, že nejvhodnějším kandidátem na původce katastrofy v Tungusce bylo patrně vesmírné kamenné těleso o rozměrech 50 až 80 m, vstupujíc do atmosféry rychlostí zhruba 15,3 km/s (tj. 55 000 km/h), v níž explodovalo 9,7 až 14 km nad zemským povrchem silou 10 až 30 megatun TNT. 
Ve stejném roce publikoval tým vědců výsledky analýzu vzorků z tamější rašeliny. Ta obsahuje fragmenty, které by mohly být meteorického původu.

## Alternativní a spekulativní hypotézy o původu jevu
Během času byla publikována řada alternativních nebo spekulativních hypotéz o původu tunguské události. Jednou z uvěřitelnějších hypotéz je výbuch velkého množství, asi 10 milionů tun, náhle uniklého zemního plynu. Zástupci spekulativních hypotéz jsou například havárie mimozemské kosmické lodi, jaderný výbuch, střet Země s antihmotou, černou dírou či slunečním plazmoidem, kulový blesk nebo pokus s elektrickým výbojem.